# Marco Kreuzpaintner
Marco Johann Kreuzpaintner (né le 11 mars 1977) est un réalisateur, producteur exécutif et scénariste allemand.

## Carrière
En 1999, son premier court métrage, Entering Reality, avec August Diehl, est joué dans des festivals de cinéma.  La même année, il fonde la société de production Die Filmmanufaktur avec Oliver Weiss. En 2000, il réalise le court métrage Der Atemkünstler, pour lequel il est nommé pour le prix du talent First Steps, et en 2002, il réalise un pilote de série télévisée, Rec – Kassettenmädchen/Kassettenjungs.
En 2003, son premier long métrage, Ganz und gar, qui décrit la vie d'une jeune personne amputée d'une jambe, sort en salles.
En 2004, il sort le drame Sommer Storm, inspiré de son propre coming-out en tant que jeune homosexuel. Sommer Storm remporte le prix du film allemand  du meilleur jeune réalisateur et est nommé pour les prix du meilleur réalisateur et du meilleur scénario. L'acteur principal du film est également nommé pour le prix du meilleur acteur. Distribué par Warner Bros., le film fait partie de la sélection officielle de nombreux festivals de cinéma.
En 2006, Kreuzpaintner écrit le scénario de l'adaptation en film du roman jeunesse Le Nuage.
En 2007, Trade sort dans plusieurs pays. Le film parle de la traite des êtres humains, de la prostitution forcée et de l'esclavage moderne. Trade est produit par Rosilyn Heller et doit à l'origine être réalisé par Roland Emmerich. Ce dernier étant occupé avec la production de 10 000 Emmerich choisit Kreuzpaintner pour le remplacer. Trade est le premier film à avoir une première projection au siège de l'Organisation des Nations unies à New York. 
Le 9 octobre 2008, Kreutzpaintner sort Le Maître des sorciers, une adaptation du roman jeunesse Krabat d'Otfried Preußler, avec Robert Stadlober, Daniel Brühl et David Kross. Le Maître des sorciers fait le plus d'entrées au box-office en Allemagne pour un film en allemand en 2008. Kreuzpaintner co-fonde en 2009 la société de production Summerstorm Entertainment à Berlin, avec les producteurs Ossie von Richthofen et Fabian Wolfart. Summerstorm Entertainment devient une filiale de Film House Germany en 2011. 
Kreuzpaintner sort ensuite une comédie romantique en langue allemande, Coming In.

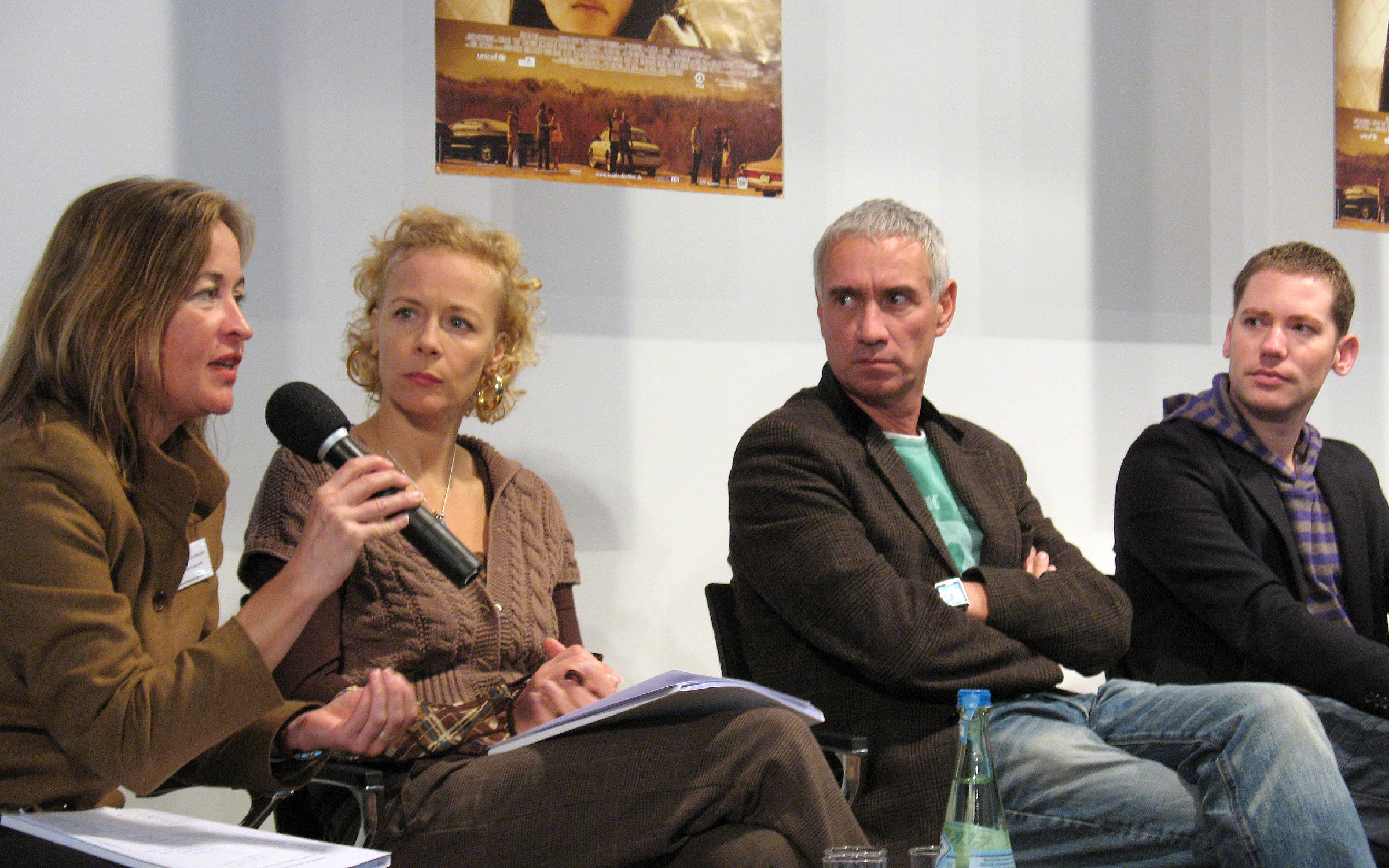
Kreuzpaintner et Roland Emmerich à la première de Trade

En 2018, Amazon Prime Video lui commande Beat, une émission de télévision à suspense. La série, qui commence le 9 novembre 2018, met en vedette Jannis Niewöhner dans le rôle du personnage principal.
Après la sortie de Beat, Kreuzpaintner retourne à la réalisation de longs métrages. En 2019, il réalise L'Affaire Collini, un film sur un jeune avocat qui tombe sur un vaste complot alors qu'il enquête sur une affaire de meurtre brutal. De retour à la télévision en 2020, Kreuzpaintner réalise deux épisodes de l'émission Soulmates de William Bridges et Brett Goldstein. Il est sorti le 5 octobre 2020 via Amazon Studios. En 2021, Kreuzpaintner rejoint The Lazarus Project, un projet produit par Urban Myth Films et écrit par Joe Barton. Il réalise les quatre premiers épisodes et est producteur exécutif de la série.
En 2022, une adaptation du roman graphique de Si Spencer, Bodies, est mise en production. La série en huit épisodes est produite avec Netflix via Moonage Pictures et Kreuzpaintner réalise les quatre premiers épisodes.
En 2023, il coréalise la série télévisée Those About to Die avec Roland Emmerich,,.